# El sitio de los sitios
El sitio de los sitios es una película de República Dominicana filmada en colores dirigida por Natalia Cabral y Oriol Estrada sobre su propio guion que se estrenó en noviembre de 2016 y que tuvo como actores principales a Alejandro Castro,  Lissete Díaz, Abel Johann González y Carlos M. Matos.
La película  se exhibió como selección oficial de varios festivales internacionales, como el  Festival Internacional de Cine Documental de Ámsterdam, Festival Internacional de Cine de Cartagena de Indias, Festival de Málaga Cine en Español, Muestra Neighboring Scenes del The Film Society of Lincoln Center en Nueva York, Festival de Biarritz, Cartagena y La Habana.  

## Sinopsis
Turistas, trabajadores y habitantes locales aparecen en breves escenas filmadas con ironía mientras se está construyendo una playa artificial en algún lugar del Mar Caribe.

## Declaración de los directores
Los directores explican que para hacer el documental partieron de la idea de contraponer dos sectores de la sociedad –el de los trabajadores y el que carece de problemas económicos- que confluían en un mismo espacio y tiempo. De ese contraste se abrían a su vez historias y planteaban en forma más indirecta  preguntas sobre la felicidad y sobre nosotros mismos.
Los realizadores destacan que hicieron su trabajo en el marco de la iniciativa DOCTV Latinoamérica, un programa que desde 2015 incentiva la creación y el visionado de documentales y que en 10 años con una suma cercana a 5 millones de dólares, obtuvo 58 documentales que se exhibieron en 21 televisoras públicas. De esta manera los realizadores trabajaron con un presupuesto que cubrió todo el gasto de la producción y con plena libertad creativa, en lo que consideran una afortunada oportunidad.

## Reparto
Colaboraron en el filme los siguientes intérpretes:
- Alejandro Castro	...	Alemán
- Lissete Díaz	...	Lissete
- Abel Johann González...	Abel
- Carlos M. Matos	...	Calvita
- Rosalía Melo	...	Rosalía
- Luis Paredes		...	Chiquitín
- Manuel Perilis		...	Cherlonchán
- Melvin Sabino		...	Bemba
- Francisco Javier Safís		...	David
- Ricardo Saviñón	...	Ricardo

## Comentarios
Humberto Almonte en Vanguardia del Pueblo opinó:

”Natalia y Oriol logran transmitir en EL SITIO DE LOS SITIOS la imagen de unas vidas signadas por una tristeza que se va apoderando de uno como espectador a medida que avanzan los hechos. Un vacío y una tristeza de la que no se libran ninguno de los intervinientes, al margen de su condición social, y que remata magistralmente Ramón Torres con su Lamento de Amor: “Yo quiero un amor / yo quiero el amor / que hace vibrar a mi corazón”.

Daniel Walber escribió en el sitio Nonfics:

”… es una película sobre un solo lugar, la ciudad costera dominicana, dividida en dos por las distinciones socioeconómicas del trabajo y la vivienda. Cabra y Estrada observan y yuxtaponen a sus sujetos con una distancia casi escandinava. Los trabajadores… aprovechan su descanso para debatir las reglas del amor y el sexo. Una joven aburrida descansa junto a una piscina frente a su lujosa casa….entra un jardinero para charlar con su novia, que limpia la misma casa. No hay una dirección narrativa, excepto quizás el progreso gradual de la arena que se vierte al agua para alterar sutilmente la costa….Estas escenas están conectadas por el viento silencioso que fluye constantemente entre estos lugares dispares. El sonido de la brisa suaviza el abismo entre los contextos de las clases de trabajo y de golf. No elude las diferencias; esta es una representación tan contundente de la disparidad económica como cualquier otra. Pero Site of Sites también captura algo esencial sobre la forma en que fluye el tiempo para todos en este lugar, una única atmósfera lánguida que flota a través de la isla y mantiene unido este hermoso documental.

## Premios y nominaciones
Festival Internacional de Cine Documental de Ámsterdam 2016
- Nominada al Premio al Mejor Mediometraje Documental

Festival Internacional de Cine Latinoamericano de Biarritz  2017
- Nominada al Premio al Mejor Documental

 Festival Internacional de Cine de Cartagena de Indias  2017
- Nominada al Premio India Catalina de Oro al Mejor Documental

 Festival de Málaga Cine en Español 2017
- Nominada al Premio Biznaga de Plata al Mejor Documental

Festival de Cine de Barranquilla
- Premio Mejor Película del Caribe[1]